# White Chuck Cinder Cone

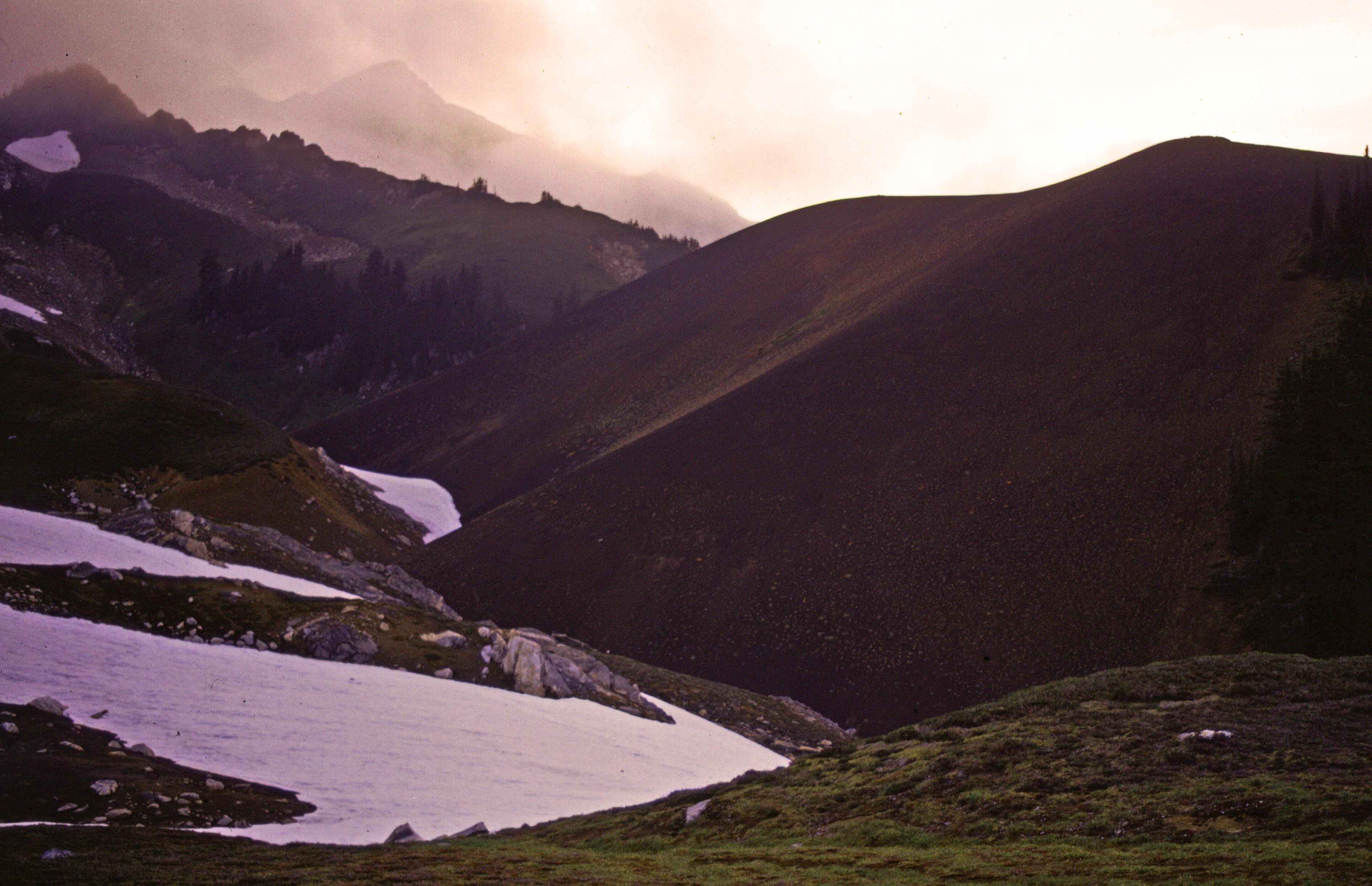

White Chuck Cinder Cone это вулканический конус, расположенный в Вашингтон, Соединённые Штаты. Впервые он был обнаружен в 1934 году и имеет высоту 1 834 метра.
Исходя из степени эрозии ледников, возраст, вероятно, составляет от 2 000 до 17 000 лет.